# 95 내일은 늦으리
《95 내일은 늦으리 (환경보전 슈퍼앨범)》는 대한민국의 환경보전 슈퍼 콘서트 내일은 늦으리의 출연자들이 모여 기획한 컴필레이션 앨범이다.
공연은 1995년 10월 14일 서울올림픽주경기장에서 개최되었고, 과거 주제곡을 만들어 온 바 있는 신해철(N.EX.T)이 음악감독을 맡았다. 그 외에 서태지와 아이들, DJ DOC, 신효범, 윤종신, 김건모, 지니, 솔리드, R.ef, 룰라, 강산에가 참여했다.

## 수록곡
| #            | 제목                                    | 작사·작곡    | 가수         | 재생 시간 |
| ------------ | --------------------------------------- | ------------ | ------------ | --------- |
| 1.           | 〈붉은 바다〉 (95 내일은 늦으리 주제곡) |              | 참가자 전원  | 5:15      |
| 2.           | 〈이제는〉                              |              | 김건모       | 4:34      |
| 3.           | 〈사랑할 때가 왔어요〉                  |              | 솔리드       | 4:53      |
| 4.           | 〈나를 바라봐〉                         |              | 신효범       | 3:45      |
| 5.           | 〈산소 호흡기〉                         |              | DJ DOC       | 3:53      |
| 6.           | 〈Maximum Overdrive〉                   |              | N.EX.T       | 6:39      |
| 7.           | 〈흔들리는 중심〉                       |              | R.ef         | 4:04      |
| 8.           | 〈2005년생 내 아들에게〉                |              | 윤종신       | 4:48      |
| 9.           | 〈인해(人害)〉                          |              | 지니         | 4:20      |
| 10.          | 〈너(조국)을 위한 시〉                  |              | 룰라         | 3:28      |
| 11.          | 〈내일이면 늦으리〉                     | 강산에       | 강산에       | 5:01      |
| 총 재생 시간 | 총 재생 시간                            | 총 재생 시간 | 총 재생 시간 | 50:40     |

## 같이 보기
- 내일은 늦으리